# Балабанов, Сергей Александрович
Серге́й Алекса́ндрович Балаба́нов (род. 9 сентября 1958 года) — советский и российский актёр театра, кино и дубляжа, телеведущий.

## Биография
В 1980 году окончил ГИТИС. До 1995 года — актёр Московского театра юного зрителя. В 1980-е годы активно снимался в кино.
Принимал участие в радиоспектаклях, впоследствии занялся дубляжом зарубежных фильмов. Много работал на озвучивании фильмов на студии «Варус Видео». Наиболее известен озвучиванием главного героя американского мультфильма с одноимённым названием — «Губка Боб Квадратные Штаны».
Сотрудничает с «Детским радио», для которого в разное время сочинял сценарии к различным мероприятиям («Дискотека Детского радио», «Ёлка Детского радио» и т. д.).
Женат на актрисе Музыкального театра национального искусства Людмиле Гордиенко (род. 1957). Есть сын Степан (род. 1987).

## Фильмография
- 1981 — Против течения — «Писучий человек»
- 1981 — Золотые рыбки — Миша
- 1981 — В последнюю очередь — бандит Пуха
- 1982 — Случай в квадрате 36-80 — сержант Клюев, радист
- 1982 — Всё могло быть иначе — детдомовец
- 1982 — Не хочу быть взрослым — студент стройотряда, у которого берёт интервью А. Масляков
- 1983 — Тревожное воскресенье — Константин Вялых, сын Головиной
- 1985 — О возвращении забыть — матрос Зубков
- 1985 — Как стать счастливым — Миша
- 1985 — Тихая застава — Павел Житенёв
- 1987 — В Крыму не всегда лето — Иван Папанин
- 1988 — Артистка из Грибова — лейтенант милиции Евдокимов, инспектор ГАИ
- 1991 — Привал странников — участковый Трындин
- 2003 — Тёмная лошадка — Лёха, истерик (3 серия)
- 2005 — Доктор Живаго — официант в вагоне-ресторане (1 серия)
- 2019 — Балабол-3 — Павел Петрович Коробейников, бывший директор детдома (1 серия «Не забуду, не прощу!»)

### Роли в киножурнале «Фитиль»
- 1991 — «Спецобслуживание» (реж. В. Кольцов) — младший сержант милиции
- 1991 — «Больной вопрос» (реж. В. Кольцов) — доктор
- 2000 — «Условный рефлекс» (реж. В. Кольцов) — лейтенант милиции
- 2001 — «Дикий человек» (реж. В. Кольцов) — грибник[3]
- 2003 — «Сеня исчезает в полночь» (реж. В. Кольцов) — лейтенант милиции Семён
- 2005 — «Замечательный голос» (реж. В. Зайцев)[4] — агитатор

### Телевидение
- АБВГДейка — Клоун Клёпа (1985—2020, с перерывами)
- Детский час — Ведущий (в некоторых выпусках), Барабашка
- Ток-шоу «Принцип домино», тема — «Двойная жизнь» (НТВ, 05.07.2005) — один из героев передачи
- Высшая лига КВН 2018 — приглашённая звезда[5]

## Дубляж и закадровое озвучивание

### Фильмы

#### Ноа Тейлор
- 2003 — Лара Крофт: Расхитительница гробниц 2 — Колыбель жизни[6] — Брайс
- 2001 — Лара Крофт: Расхитительница гробниц[6] — Брайс

#### Другие фильмы
- 2017 — Снеговик — следователь Свенсон (Тоби Джонс)[6]
- 2012 — Третий лишний — Губка Боб (из мультсериала, идущего по телевизору)[6]
- 2012 — Джанго освобождённый — Уиллард (Дон Страуд)[6]
- 2005 — Гарри Поттер и Кубок огня[7] — Барти Крауч-младший (Дэвид Теннант)
- 2001 — Одиннадцать друзей Оушена — Тёрк Мэллой (Скотт Каан)[6]
- 1998 — Спасти рядового Райана — рядовой Джеймс Райан (Мэтт Деймон)[6][7]
- 1980 — Голубая лагуна[7] — Ричард Лестрендж (Кристофер Аткинс) (дубляж Варус-Видео, 1994 г.)

### Мультфильмы и мультсериалы
- 2015 — Губка Боб в 3D — Губка Боб[6]
- 1999 — настоящее время — Губка Боб Квадратные Штаны — Губка Боб, Грязный Пузырь («Морской Супермен и Очкарик 2»), Попугай Потти («Застрявший в холодильнике»), папа Губки Боба («Культурный шок», «Довозить до слёз»), эпизодические персонажи[6][7]

Также озвучивал Губку Боба в нескольких компьютерных играх.

## Озвучивание

### Мультфильмы
- 2018 — Белозубка — землеройка-детектив / землеройка-советник
- 2017 — Капитан Кракен и его команда — Кря
- 2013 — Приключения «Котобоя» — Шлында (1-я серия) / кайра-отец, собаки (2-я серия)
- 1954 — Мойдодыр — Барсук (переозвучка 2001 года)
- 1953 — Крашеный лис — Собаки (переозвучка 2001 года)
- 1952 — Аленький цветочек — Кондрат (переозвучка 2001 года)
- 1950 — Таёжная сказка — дятел (переозвучка 2001 года)

### Телепередачи
- Путешествуй с нами! («Карусель», 2014) — Лёша Лямин (последние серии)
- Почемучка («Карусель», 2014) — Бит, Контроллер (6-й сезон)
- Оранжевый мяч (7ТВ, 2003—2004)

## Награды
- Медаль ордена «За заслуги перед Отечеством» II степени (23 августа 2019 года) — за большой вклад в развитие отечественной культуры и искусства, многолетнюю плодотворную деятельность[8].